# 印第安人头像一美分硬币
印第安人头像一美分硬币（英語：Indian Head cent）又名印第安人头像分币（Indian Head penny），是美国铸币局1859至1909年生产的一美分硬币，由费城铸币局首席雕刻师詹姆斯·巴顿·朗埃克设计。
1793至1857年间，美国通行的一美分硬币材质以铜为主，尺寸和半美元差不多。加利福尼亚州发现黄金导致大幅通胀，源源不断流入市场的黄金促使铜价上升。一直以来，铸币局基本只能靠生产一美分和半美分获利，面对原材料涨价，铸币局到1850年已不得不另辟蹊径。1857年，铸币局缩小分币尺寸，材质改为白铜并采用新设计，飞鹰一美分硬币面世。新币比现行分币厚，但直径相同。这也是美国历史上首次采用白铜铸币，新币也因比老币光亮得名“白分”和“镍分”。
飞鹰设计难以生产，铸币局很快就开始考虑更换。局长詹姆斯·罗斯·斯诺登为正面选中印第安人头像设计，背面采用月桂花环，新版于1858年投产，并且两年后又把背面换成橡木花环和盾牌设计。南北战争爆发导致镍金属短缺并引发经济动荡，分币被人们囤积起来。发现民间流通的私铸青铜代币后，铸币局官员推动国会通过《1864年铸币法案》，授权采用青铜合金铸造分币并降低厚度。
战争结束后，新款分币十分流行，铸币局几乎每年都有大量出产，仅1877年因经济不景气和缺乏市场需求例外，产量比其他年份都低。投币机在19世纪末至20世纪初逐渐普及，铸币局生产的分币越来越多，1907年首度达到一亿枚。1909年，铸币局用维克多·大卫·布伦纳设计的林肯一美分硬币取代印第安人头像分币。

## 背景和构想
1793至1857年，美国铸币局生产的大美分尺寸和半美元接近。此时人们普遍认为硬币包含的金属价值应该和面值差不多，所以大美分中包含的铜价值接近一美分。《美国宪法》规定只有金、银为法定货币，所以政府不能接受铜质大美分付款或交税。加利福尼亚州发现黄金导致大幅通胀，源源不断流入市场的黄金促使铜价上升。一直以来，铸币局基本只能靠生产一美分和半美元获利，面对原材料涨价，铸币局到1850年已不得不另辟蹊径，如缩减硬币尺寸、尝试其他材质等。飞鹰一美分硬币因此面世，最初是1856年限量生产的图案硬币，1857年开始流入市场，直径与现行分币相同，只是更厚更重，采用白铜（铜占八成八，镍占一成二）打造。
大美分因尺寸太大且没有法定货币地位导致不得民心，美国各地普遍使用西班牙殖民银币，飞鹰分币的发行目标就是取代大美分和西班牙银币。但是，铸币局1858年就已发现新设计难以生产，正面的飞鹰头部正好和背面的花环相抵，白铜材质又十分坚硬，导致出产硬币难以完整呈现设计图案并出现瑕疵，铸币模具也容易损坏。设计飞鹰分币的雕刻师詹姆斯·巴顿·朗埃克受命另备方案，起初他缩小飞鹰，这样虽能解决生产问题，但却不得官员待见。铸币局局长詹姆斯·罗斯·斯诺登（James Ross Snowden）建议在正面采用哥伦布头像，但朗埃克担心公众不会接受美国硬币采用历史人物设计

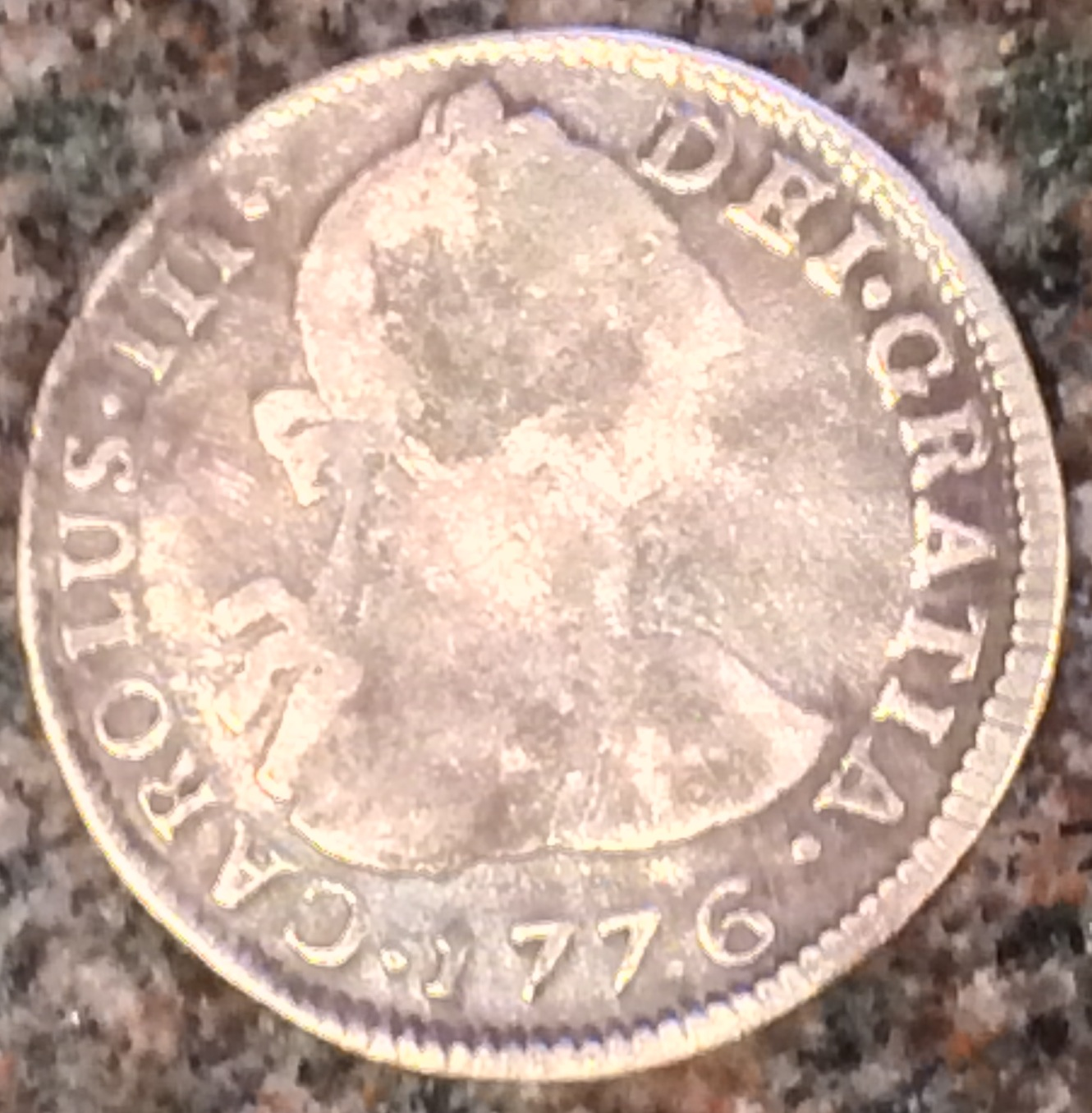
面值两里亚尔的西班牙殖民时代硬币，由波托西铸币局（今属玻利维亚）铸造。

1858年，铸币局试铸新设计，共生产60至100套12枚的图案币，每套包含标准飞鹰、“瘦小飞鹰”和印第安人头像三种正面设计，与四种背面花环设计分别配对。斯诺登选中的方案会在1859年投产，所有图案币套装还计划向收藏家出售。4月12日，某位霍华德先生（Mr. Howard）致信斯诺登，称“据说铸币局最近已经铸造新版一美分图案币，上面的头像类似五美元金币，背面上方是盾牌，下面是橡木花环”，想要购买一枚这样的图案币，这说明印第安人头像设计到四月肯定已经准备就绪。其他钱币学家同样想要购买图案币：与铸币局关系密切的费城药剂师·库尔顿·戴维斯（R. Coulton Davis）在六月给斯诺登写信，先是分享波士顿某报纸上看到的好消息，然后询问是否有新图案币出售；同月奥古斯都·萨格（Augustus B. Sage）也在信中表达购买意愿，其中一枚自留，另一枚归新成立的美国钱币学会所有。
沃尔特·布林（Walter Breen）推测，斯诺登选择印第安人头像和月桂花环组合最重要的原因应该是这种方案浮雕最浅，所以应该最易于生产。1858年11月4日，斯诺登致信财政部长豪厄尔·科布推荐印第安人头像设计，并在两天后去信告知朗埃克方案获批。朗埃克需要准备铸币所需的各种模具，硬币于1859年1月1日投产。

## 设计
朗埃克在1858年8月21日写给局长的信中推荐印第安人头像设计：
从苏必利尔湖的铜岸到波托西的银山，从欧及布威族到马普切人，就像亚洲人的特本头巾一样，羽毛头饰是我们西半球原始民族的特征。这种装饰没有任何与自由相冲突的地方……弗里吉亚无边便帽更多情况下是代表解放的奴隶，而非那些能够坚称“我们从未沦为任何人奴隶”的独立自由人，所以在此不及羽毛头饰合适。在我看来，羽毛头饰十分适合象征美国，因为它恰如其分地表明祖国对后世的影响。如今，我们有机会用它来纪念自由，“我们的自由”，美式自由，又何乐而不为呢？我们基本上不可能找到更优美的图案，只需确定它适合，世界上其他任何人都无法夺走即可。
据钱币学界江湖传言，朗埃克是以长女莎拉为模特儿设计印第安人头像一美分硬币正面的自由女神。据称莎拉某日来到费城铸币局，正好有几位美洲原住民前来拜访她父亲，朗埃克就在她试戴其中一人的头饰时画下草图。但是，莎拉此时是30岁的已婚妇人，而非江湖传言中的12岁少女，朗埃克本人表示，硬币上的公主头像是以费城从梵蒂冈借来的维纳斯塑像为模特儿。但这话也得两头说呀，朗埃克的确经常为长女画像，而且这些肖像同他在19世纪50年代设计硬币上的各种自由女神确有相似之处。显然，上述传言留传甚广，以致斯诺登会在1858年11月写给财政部长豪厄尔·科布的信中明确表示，这些硬币绝非根据朗埃克家族的任何成员设计。1991年，李·麦肯齐（Lee F. McKenzie）撰文指出，任何艺术家都可能受到各种因素影响，但上述传言“根本不可能是真的”。
无论朗埃克的模特儿是人还是雕塑，硬币正面的“印第安人”从面部特征判断肯定是白人，所以设计图案就成了戴有美洲原住民男子头饰的白人女子。朗埃克后于1854年设计三美元金币，据称也是根据上文所述的维纳斯塑像创作，所以人物面部特征接近，只是头饰更显花俏，此后的一美元金币继续沿用类似设计。政府官员在硬币发行时就已发现设计图案的配合问题，斯诺登在1858年11月写给科布的信中表示，这两种金币表明“铸币局的艺术家显然没有意识到，把献给勇敢武士的男子气概象征戴到女人头上会是多么荒谬”。朗埃克并非最后一位让白人女子戴上印第安男人头饰的钱币设计师，奥古斯都·圣高登斯（Augustus Saint-Gaudens）1907年的印第安人头像鹰扬金币也采用类似设计。此后的硬币在这方面变得更加讲究，如贝拉·里昂·普拉特（Bela Lyon Pratt）1908年的印第安人头像金币，詹姆斯·厄尔·弗雷泽找来美洲原住民当模特儿的野牛镍币（1913年），以及弗雷泽和夫人劳拉·加丁·弗雷泽（Laura Gardin Fraser）1926年共同完成的奥勒冈小径纪念半美元。

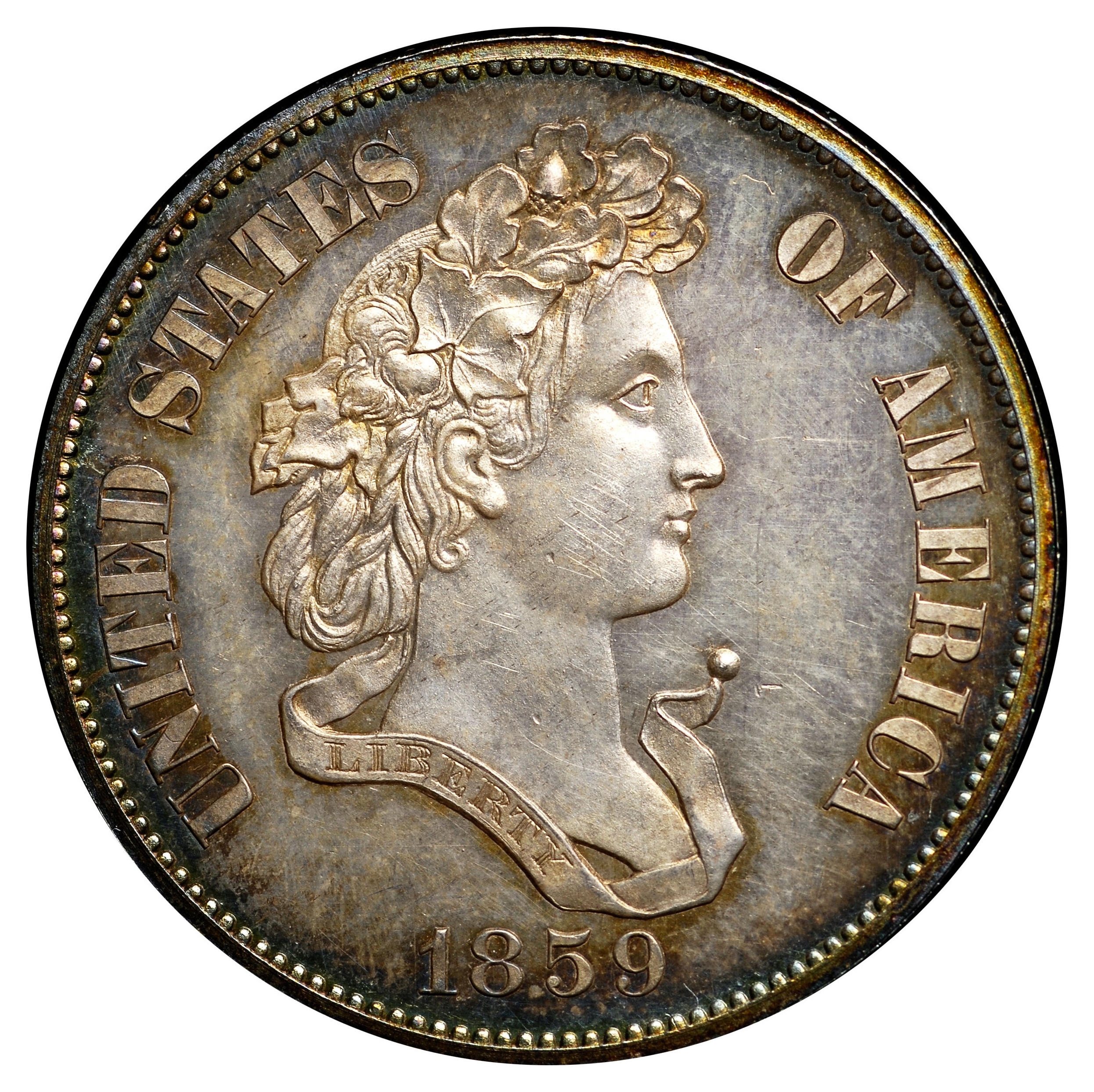
科尼利厄斯·弗缪尔认为印第安人头像分币比朗埃克1859年设计的半美元图案币（图）更出色

美术史学家科尼利厄斯·弗缪尔（Cornelius Vermeule）称赞朗埃克“丰富美国钱币的神话色彩，手法朴实无华、令人愉悦。”他对朗埃克1859年设计的半美元图案很不满意，所以对早一年设计的印第安人头像分币能有如此效果颇感庆幸。但是，弗缪尔认为新版分币在美学和肖像学上与重要作品相去甚远，而且也远不及飞鹰分币好看，只不过得到公众认可而已，或许会成为最受青睐也最典型的美国硬币。在他看来，印第安人头像分币算不上了不起的美术品，但却是美国铸币局首批颇为平意近人的产品。

## 生产

### 重新设计和硬币过剩（1859至1861年）
铸币局从1859年初开始生产用于市场流通的印第安人头像分币。考虑到商品交易需要，新币与1858年的图案币略有区别，朗埃克微调部分细节。图案币背面花环上的每一束月桂树叶均为五片，1859年增至六片。如今确知有标示1858年，但背面已改成六片树叶的版本存世，这种硬币极其罕见，估计都是1859年生产。
1860年，分币背面重新设计成盾牌和橡木花环，这种背面设计另有1859年版图案币存世。据理查德·斯诺（Richard Snow）的飞鹰和印第安人头像分币指南手册记载，此次修改设计并非因为1859年采用的月桂花环出现问题，而且现存的1859年版分币中许多都能看清图案细节。但沃尔特·布林（Walter Breen）认为，修改设计后，正面的头饰和人物卷发更加清晰，“可能这才是斯诺登决定再度变更设计的根本原因”。大卫·兰格（David Lange）的铸币局历史著作声称，斯诺登曾表示此举是为了让硬币“更具民族特色”。所有1859年版和少部分1860年版分币的自由女神头像截断处最前端形成尖点，大部分1860年版及之后所有版本已将此处打磨圆整。
为取代大美分铜币和西班牙银币，铸币局生产的飞鹰分币数以千万计。1859年初，人们依然源源不断地把西班牙银币拿到铸币局换取新币，国会为此接受斯诺登的建议，于3月3日把合法替换硬币的截止时间从1857年延长两年。尼尔·卡洛瑟斯（Neil Carothers）的小面额货币研究著作认为国会此举纯属画蛇添足，因为即便不能再合法替换成硬币，民间留存的西班牙银币还可以作为白银向银行出售。人们把老硬币带到铸币局以旧换新，来得早的换成飞鹰分币，来得晚的换成印第安人头像分币。背面重新设计后，铸币局在1861年约出产四千万枚印第安人头像分币，这表明1857年起流入市场的白铜分币已近一亿枚。美国南部和西部居民普遍歧视贱金属硬币，所以新币根本不在这些地方流通。同时这些硬币又不具备法定支付能力，任何人都有权拒收，所以在商品交易中不受待见。1860年6月，国会又因斯诺登敦促中止硬币以旧换新，但正如铸币局局长在年度报告坦承的那样，流入市场的分币已经严重过剩。1860年10月，《银行家杂志和统计记事报》（The Bankers' Magazine and Statistical Register）报导称单纽约超出商品交易需求的分币就有上千万枚，愿意批发的可以打折。

### 硬币短缺及再度重新设计（1862至1864年）
1861年爆发的南北战争引起经济动荡，缓解分币过剩局面。银行同年便不再支出黄金，此后黄金的实际价值就不断超越纸币，联邦政府从第二年开始大量发行绿钞。1862年6月，银币也因银价上涨而被囤积起来，联邦政府发行的硬币仅有分币仍在流通。此时分币过剩的程度已经大幅缓解，许多商家还把大量硬币储存起来，纽约甚至有楼层因放置硬币太多导致地板塌陷。为满足商品交易需要，民间不得不采用邮票、私发代币等权宜之计，但市场对分币的需求居高不下。费城铸币局产量不断刷新纪录，并将硬币分送各个城市，但到了1862年7月，美国东岸主要城市的一美分硬币批发价格已经超出面额四个百分点。人们把铜镍合金制成的分币称为“镍币”或“镍分”，买方付款时无论是否使用硬币，卖方都没有义务用硬币找零。于是人们出门购物时会带上少量“镍分”，以便付款时正好付清，无需接受商家使用信用单之类代币找零，因为他人未必认可这些代币上标示的价值。
据《银行家杂志》报导，分币在费城的市场价格到1863年时已经超过面值两成，此后价值因大量获得普遍认可的金属代币流入市场回落。辅币等其他战时权宜措施逐渐填补银币流失导致的市场空白，减少民间分币需求。少量分币继续流通，但大部分还是被囤积起来。
政府官员发现公众很快便接受商家发行的代币，这种代币大多使用青铜打造。1863年，铸币局考虑采用青铜制造硬币，其中的金属价值远不及面值，人们不会囤积，所以有望恢复硬币流通。10月1日，亚伯拉罕·林肯总统任命的铸币局局长詹姆斯·波洛克（James Pollock）在年度报告中指出：“人们希望金币和银币包含的金属价值等于面值，但对于贱金属硬币，他们只是想要在交易时便于正好付清。”波洛克称，部分私铸代币的金属价值仅为面值两成，但依然能够流通，所以建议用同尺寸的青铜分币代替白铜币。此外，波洛克还建议不再把镍作为铸币金属，因为含镍合金太硬，模具和机械都很容易损坏。12月8日，波洛克致信财政部长萨蒙·波特兰·蔡斯，建议发行青铜分币和2美分硬币。

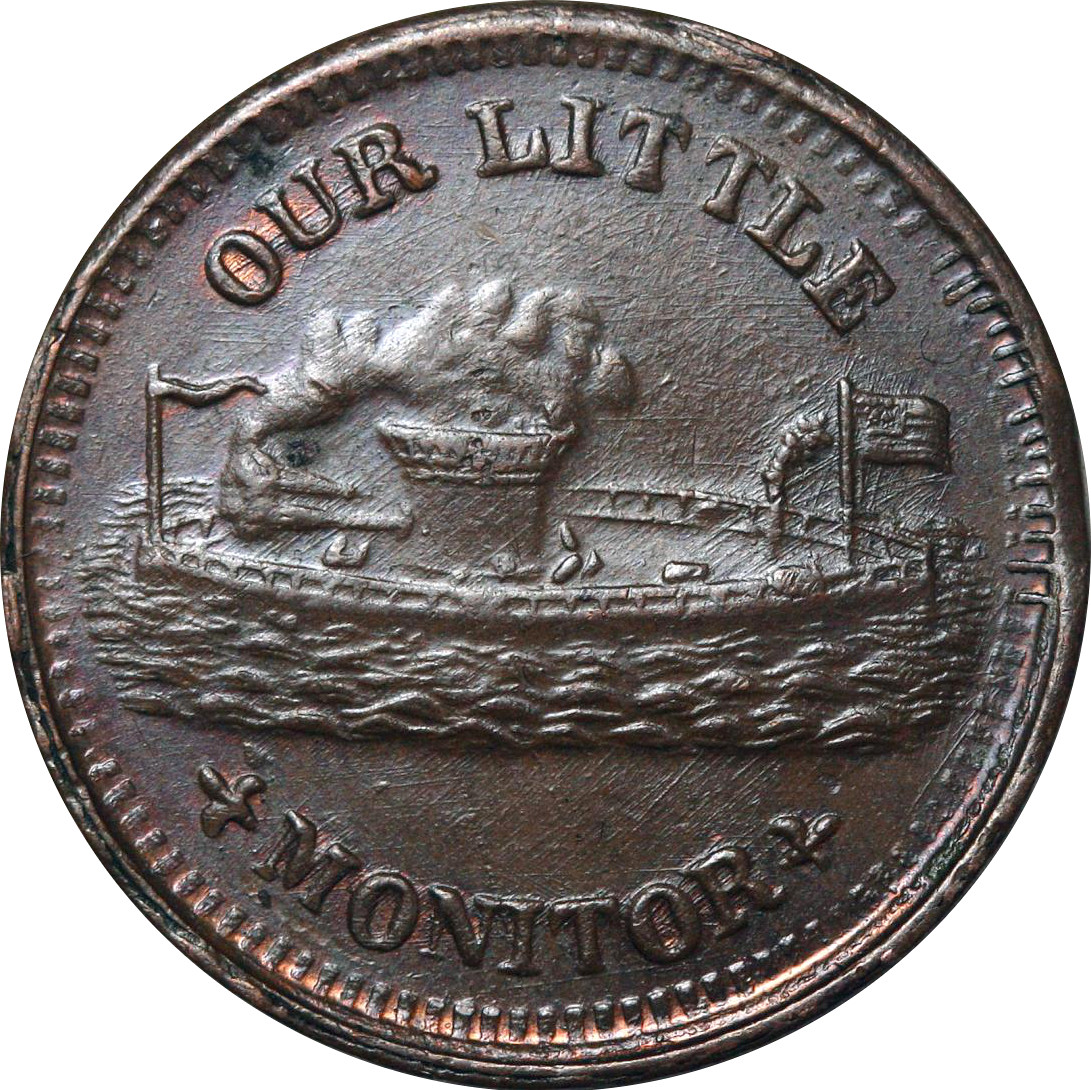
私人发行的分币尺寸南北战争代币，用于代替被囤积起来的联邦货币

1864年3月2日，急切的波洛克再度致信蔡斯，称铸币局库存的镍即将耗尽，分币市场需求仍处历史高位。信中还称，美国化验委员会已在上个月会晤，建议使用法国青铜（铜占九成五，锡和锌一共占半成）铸造一分和新款两分硬币。蔡斯三天后把建议发行一分和二分青铜硬币的法案交给缅因州联邦参议员、参议院财政委员会主席威廉·P·费森登，并附上波洛克上年12月的来信。费森登没有马上行动，波洛克又在3月16日致信部长，称铸币局库存的镍马上就要用尽，其中大部分源于进口，蔡斯又把信转交费森登。3月22日，新罕布什尔州参议员丹尼尔·克拉克（Daniel Clark）终于递交法案，议会现场宣读波洛克的信，这些信件显然对与会议员产生影响，参议院顺利通过法案，无人反对。
宾夕法尼亚州兰开斯特县盖普（Gap）境内的镍矿为实业家约瑟夫·沃顿（Joseph Wharton）拥有，是当时美国境内金属镍的主要来源。3月19日，波洛克在信中告诉蔡斯，铸币局已无镍可用，而且也没法再进口：“拜沃顿先生所赐，我们只能选择本土供应”。沃顿反对一美分硬币不再含镍，他于1864年4月出版宣传册，呼吁将一美分、二美分、三美分、五美分和十美分硬币的材质都改成三比一的铜镍合金，这样分币中的含镍量就要翻一番。这些措施显然无济于事，联邦众议院小组委员会于4月20日表态支持克拉克的法案。宾夕法尼亚州议员撒迪厄斯·史蒂文斯极力反对法案，他代表的选区正是沃顿镍矿所在。据史蒂文斯透露，沃顿在矿藏开发和矿石提炼机械上已花费20万美元，就这样断绝镍矿的最大销路实在不公平。“难道我们真的能够单凭用另一种金属铸币可以为政府省钱，就毁掉这一切财产吗？”此外他还称，铜镍合金铸造分币已获国会批准，而这种新金属“黄铜”会生锈。爱荷华州议员、众议院铸币和度量衡委员会主席约翰·卡森（John A. Kasson）反驳称青铜合金根本不像黄铜，而且他也无法支持这种供应商为实现预期销量花费资金，于是政府就有义务买单的主张。
众议院通过法案，林肯总统于1864年4月22日签署《1864年铸币法案》。新法首度赋予贱金属硬币法定货币地位，一美分和两美分的法定支付上限均为十枚。不过，政府没有义务大批赎回这些硬币。法案同时取缔私铸一美分和两美分代币，国会还在同年立法废除所有私铸代币。波洛克希望利用新币发行的铸币税来为铸币局运作融资，所以不希望收入因回收旧币减少，国会根据他的提议没有许可用新硬币赎回以前的白铜分币。为安抚沃顿及其利益集团，国会于1865和1866年分别授权发行三美分和五美分硬币，均用他建议的合金打造，其中五美分镍币至今仍在生产。不过，沃顿和镍矿利益集团仍未放弃一美分，到19世纪80年代初还在争取，引发的大讨论促使国会制订《1873年铸币法案》。
1864年初，绝大多数白铜分币已被投机商收入囊中，只有少量仍在流通。新法颁布过去三周后，铸币局于5月13日投产青铜分币，并在5月20日开始流入市场。此前为白铜币准备的金属模直接用于铸造青铜币，朗埃克这年还微调设计，用于打造材质更软的新币，并加上自己的姓氏首字母缩写。具体调整时间已不可考，最早有可能是在五月，此时新旧模具都在使用，故而出产的硬币分“1864-”版和“1864无”版。如今确知存世的1863年版分币也有白铜和青铜两种材质，并且都有带字母的版本，1864版就只有白铜币带，不过这些版本都极其罕见，很可能是后来打造。青铜分币立刻获得公众认可，分币短缺问题很快被大量出产的新币解决。

### 后期

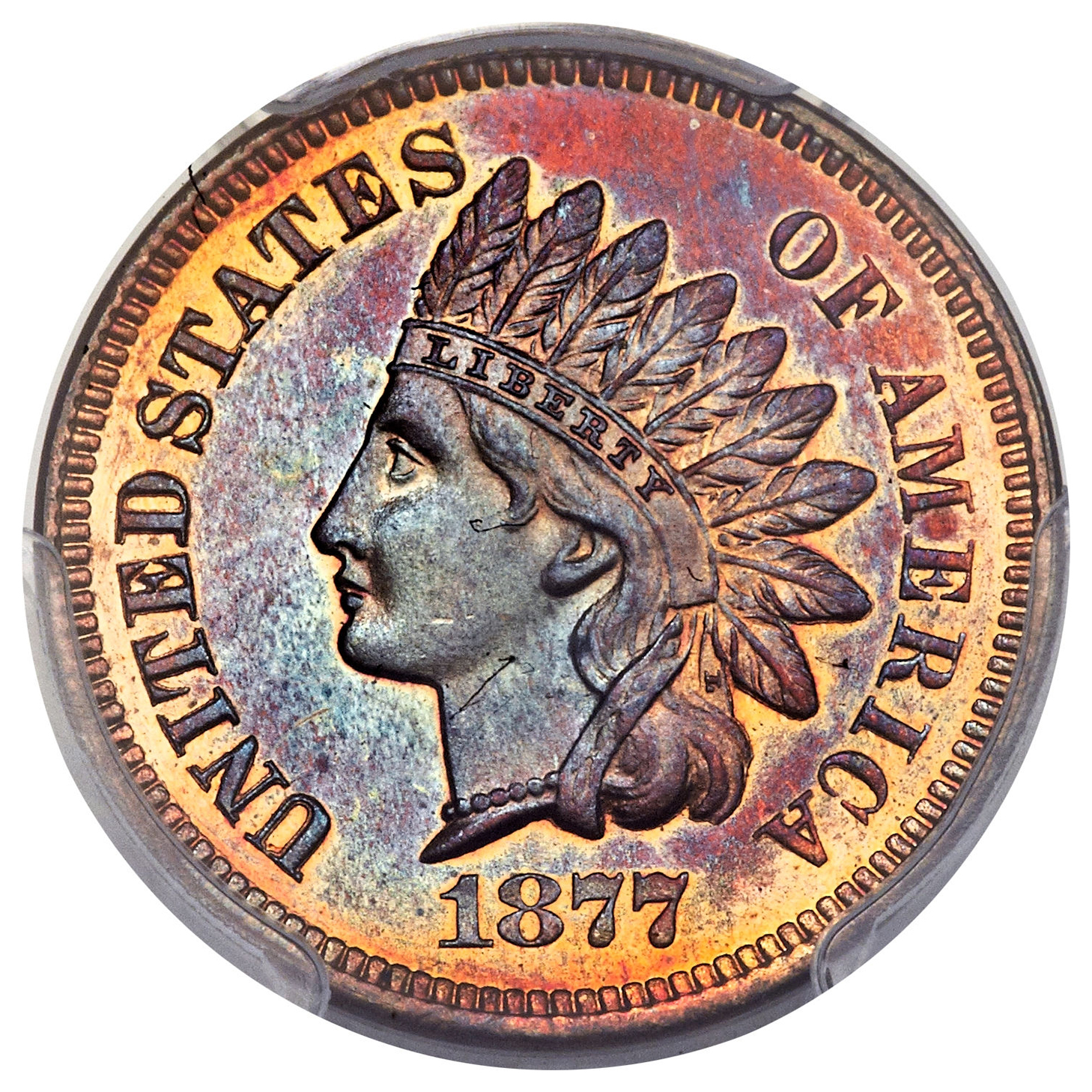
较为罕见的1877年版印第安人头像分币

战争结束后，人们逐渐停止囤积硬币，并有其他贱金属硬币满足市场需求，所以铸币局无需再维持极大产量。小额硬币存在政府无赎回义务等多种问题，所以市场上又出现硬币过剩的情况，这种局面直到1871年3月3日颁布新法才解决，要求政府赎回一美分及其他小额硬币，但每次数额不超过20美元。法案通过后，铸币局共赎回三千余万枚白铜分币，其中既有飞鹰设计，又有印第安人头像设计，铸币局将旧币熔毁后重铸新币。政府赎回的青铜分币更达五千五百万枚，铸币局从1874年开始根据市场需求重新发行这些退回的硬币，降低新币需求。白银价格下跌后，已被囤积十年起步的银币开始回到市场，进一步降低分币需求。1866至1878年间，印第安人头像分币仅有极少数年份产量超过一千万，其中1877年版仅85.25万枚，是最低的一种。1881年后，市场对一美分硬币的需求居高不下，极少有人再把青铜分币退回政府，但白铜分币仍在不断回流并熔毁。
二美分硬币和三美分银币于1873年停产，五美分以下面额只剩一美分青铜币和三美分镍币。三美分镍币尺寸接近十美分，在交易中又不及其他面额方便，再加上银币回归的共同影响，导致很不受民众待见。国会起初授权发行三美分硬币的原因很多，其中一条是19世纪50年代起，民间寄信的基础邮政资费就是三美分。但到了80年代初，美国邮政部又一次下调信件基础费率至两美分，这不但导致三美分的市场需求下滑，也令一美分需求上升，最终三美分面额也在1890年废除。铸币局在80年代大部分年份的印第安人头像分币产量都很高，仅在中期因经济不景气导致市场需求小的年份例外。
1885年2月过后，铸币局把分币和五美分镍币停产一年多，直到1886年底复产。在此期间，铸币局仍会准备未刻上年份的金属模，这样有需要时只需加刻年份便能投产。首席雕刻师查尔斯·爱德华·巴伯在分币停产期间去掉正面字母之间的轮廓线条，另有其他多项修改，此举导致1886年版印第安人头像分币分成两种，一种正面最下方的羽毛对准单词中字母和之间，人称一类；另一种羽毛对准最后的字母，人称二类。理查德·斯诺估计全部1765万4290枚中约有1400万是一类，4290枚精制硬币同样以一类为主。
1893年恐慌导致经济不稳，分币产量下降，人们花掉积累的硬币导致市场流通中硬币过剩。除此以外，印第安人头像分币在1909年停产前的最后几年产量都很高，其中1907年甚至创下一亿枚的新纪录。美国经济在大部分年份走势良好，街机游戏及其他投币机器的兴起也进一步提升分币市场需求。时间进入20世纪后，美国各地均已接受分币，但受法律限制依然只能在费城分局生产。财政部打算取消限制，同时增加年度拨款用于购买原材料，拨款数额自1873年以来从未提升，但市场需求已经大幅增加。1906年4月24日，政府颁布新法授权铸币局在所有分局生产贱金属硬币，拨款也翻两番达到20万美元。1908至1909年，旧金山铸币局均出产少量分币，其中1909-产量仅30.9万，比其他版本都少，是印第安人头像分币现今最有价值的版本。

## 取代

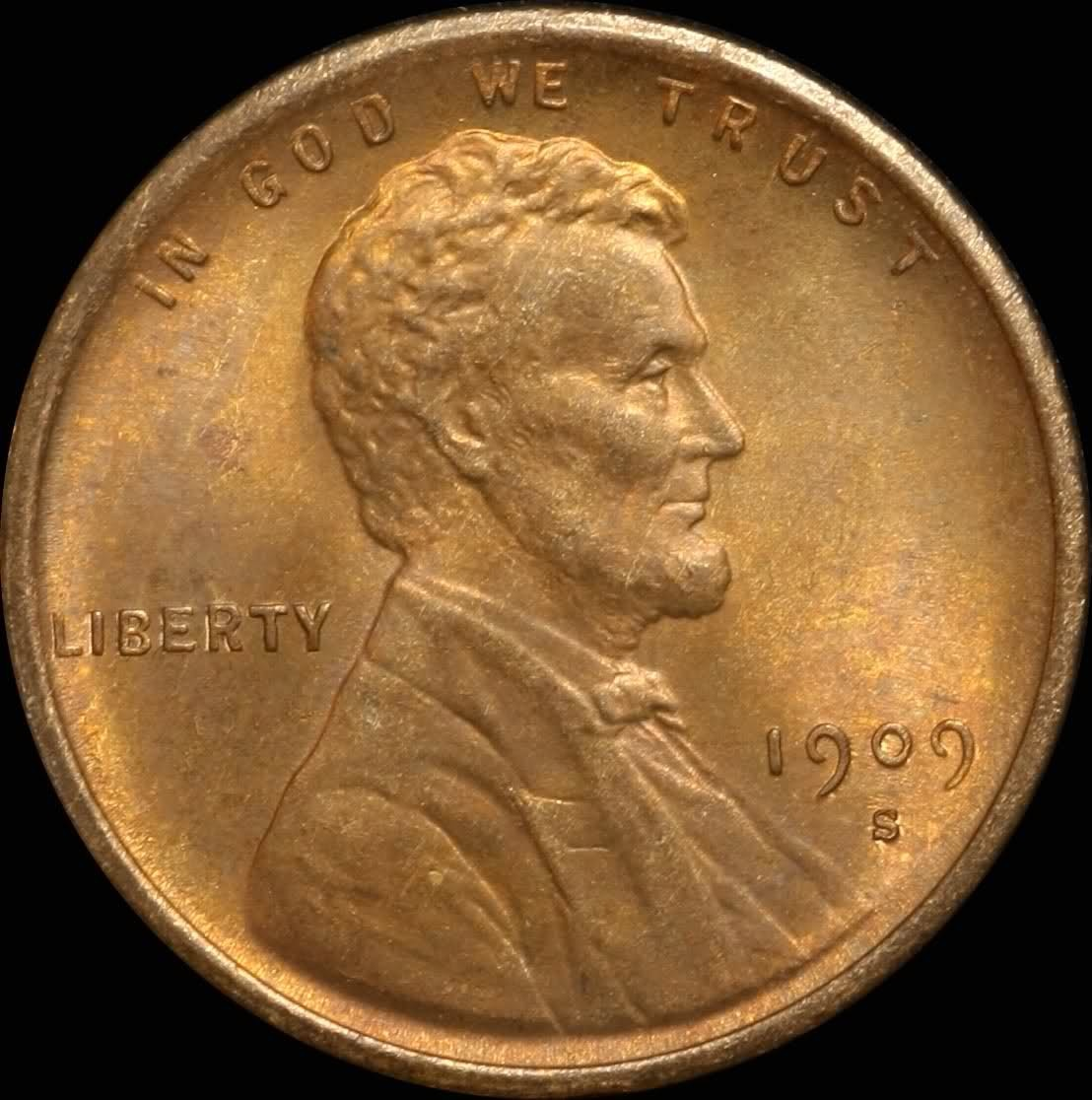
1909-S版林肯分币

国会曾于1890年通过立法，授权铸币局自行修改已沿用25年的钱币设计，无需再由立法机构授权。1904年，西奥多·罗斯福总统致信财政部长莱斯利·莫蒂埃·肖，称美国硬币缺乏美学价值，是否能聘请像雕塑家奥古斯都·圣高登斯这样的民间艺术家准备新设计。根据总统指示，铸币局委聘圣高登斯重新设计五种已经投产超过25年的硬币，除印第安人头像分币外，另外四种都是金币，分别是双鹰金币（20美元）、鹰扬金币（十美元）、半鹰金币（五美元）和四分之一鹰（2.5美元）。

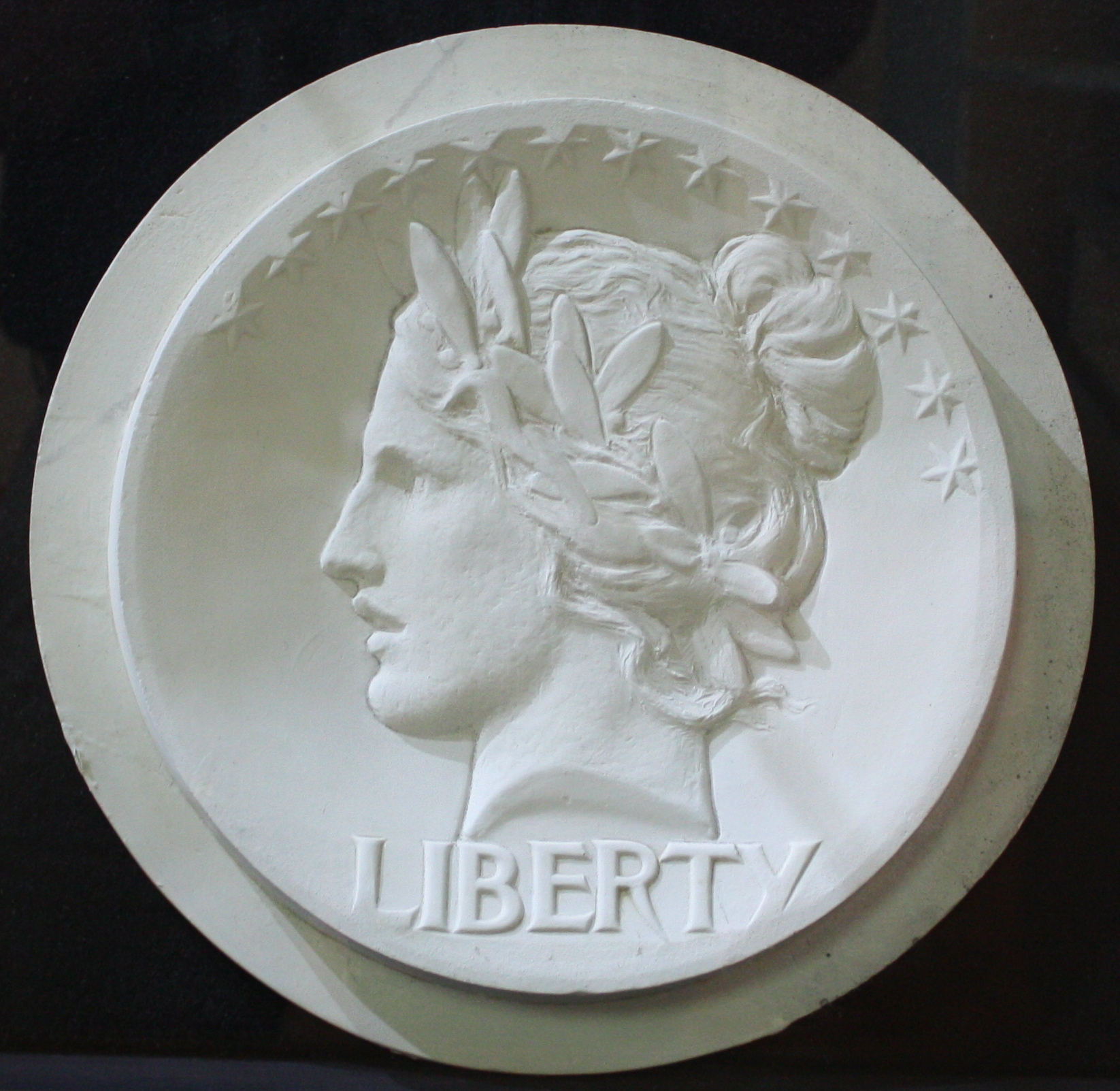
圣高登斯制作的分币正面模型：戴有印第安人头饰的自由女神，这款设计之后用于十美元金币

圣高登斯起初打算在分币上采用飞鹰设计，但因《1873年铸币法案》规定一美分硬币上不能刻上老鹰而改用于20美元金币。据圣高登斯的好友兼作家陶友白（Witter Bynner）回忆，圣高登斯1907年1月因癌症病重，每天只能由他人送到工作室十分钟，指导助手完成包括分币在内的已有项目。圣高登斯于这年8月3日病逝，没来得及完成分币设计。
四种金币都已在1908年结束前重新设计，罗斯福接下来开始关注一美分。1909年2月是前总统林肯百年华诞，民间已有大量私人制造的纪念品面世。许多公民致信财政部，提议发行林肯分币，罗斯福也愿意向这位共和党前辈致敬。此前美国流通硬币上还从未刻上真实人物肖像，只有像自由女神这样理想化的人物形象，但林肯分币的出现终于打破传统。
1908年末，罗斯福相中正为巴拿马运河委员会设计纪念章的维克多·大卫·布伦纳（Victor David Brenner）。布伦纳入选的确切原因已不可考，只知次年一月铸币局局长弗兰克·亚里蒙·里奇（Frank A. Leach）出面聘请他设计新版分币。林肯分币于1909年末流入市场，为印第安人头像分币生产划上句点。

## 收藏

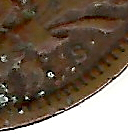
1908-S版印第安人头像分币背面的铸币标记“S”（箭头所指处）

印第安人头像分币持续生产半个多世纪，在此期间就已成为钱币收藏爱好者的目标，此后收藏硬币的人越来越多，分币渐趋热门。20世纪30年代问世的廉价硬币收藏册促使收藏爱好者希望集齐完整套装，此时许多人日常消费时还会使用青铜分币。印第安人头像分币直到20世纪60年代才开始获得大范围研究。钱币学作家汤姆·德洛瑞（Tom DeLorey）曾为斯诺的著作作序，序言中称，许多钱币学家都是看着这种硬币长大，所以形成印第安人头像分币不过是常见流通硬币的偏见。他还称，理查德·约曼（Richard S. Yeoman）1960年版《美国钱币指南手册》（A Guide Book of United States Coins）仅列出四种变种，其中年份重叠的1869/68版是生产过程出错造成，铸币局在最后的数字“8”上加刻“9”用于下一年生产，但因老数字尚有残留导致该版本出现。2018年版《美国钱币指南手册》记载的日期变种已增至12种。
与其他大部分面额的美国硬币一样，1873年版印第安人头像分币上的最后一位数字“3”同样存在两种变体。早期模具生产的版本称为“闭合3”（“ 3”或“ 3”），但因首席铸币员阿奇博尔德·劳登·斯诺登（A. Loudon Snowden）批评这个“3”看起来太像“8”，首席雕刻师威廉·巴伯（William Barber）修改模具，形成“开放3”（“ 3”）版。部分1875年版在背面单词（“一”）的字母上方多出小点，此举很可能是为抓捕费城分局内部窃贼增加的秘密标志。
印第安人头像分币产量很高，大部分年份版本都很便宜。根据约曼的著作，1900至1908年费城分局版如果成色按谢尔顿硬币分级标准能达到（优良四级），则价值两美元。价值最高的是1864-版精制币，估计仅铸有20枚，其中一枚在2012年以16.1万美元高价成交。

## 脚注
1. ↑  Yeoman，第99頁.
2. ↑  Snow，第7–8頁.
3. ↑  Yeoman，第114–115頁.
4. ↑  Snow，第21–23頁.
5. ↑  Vermeule，第91頁.
6. ↑  Taxay，第239頁.
7. 1 2  Lange，第94頁.
8. 1 2 3 4  Breen，第217頁.
9. ↑  Snow，第242頁.
10. 1 2 3  Snow，第25頁.
11. ↑  Snow，第224頁.
12. 1 2  Snow，第25–26頁.
13. ↑  Breen，第217–218頁.
14. ↑  McKenzie，第1980頁.
15. 1 2 3  Snow，第26頁.
16. ↑  Snow，第26–27頁.
17. ↑  Breen，第256頁.
18. 1 2  Vermeule，第57頁.
19. ↑  Snow，第244頁.
20. ↑  Breen，第218頁.
21. ↑  Yeoman，第116頁.
22. ↑  Carothers，第146–147頁.
23. ↑  Snow，第28–29頁.
24. ↑  Snow，第33頁.
25. ↑  Carothers，第154–155頁.
26. ↑  Snow，第34–35頁.
27. ↑  Taxay，第239–240頁.
28. 1 2  Taxay，第240頁.
29. ↑  Carothers，第196頁.
30. ↑  Radeker，第1740頁.
31. ↑  Carothers，第196–197頁.
32. ↑  Carothers，第197頁.
33. ↑  Taxay，第241–242頁.
34. 1 2  Taxay，第242頁.
35. ↑  Carothers，第205頁.
36. ↑  Carothers，第195頁.
37. ↑  Carothers，第199頁.
38. ↑  Taxay，第243–244頁.
39. ↑  Yeoman，第142頁.
40. ↑  Bowers，第136頁.
41. 1 2  Taxay，第253–254頁.
42. ↑  Snow，第85–90頁.
43. ↑  Breen，第220–221頁.
44. ↑  Carothers，第200頁.
45. 1 2  Snow，第35頁.
46. ↑  Snow，第114頁.
47. ↑  Snow，第144頁.
48. ↑  Carothers，第272–274頁.
49. ↑  Bowers，第148–149頁.
50. ↑  Snow，第150–156頁.
51. ↑  Bowers，第149頁.
52. 1 2  Snow，第36頁.
53. ↑  Carothers，第274頁.
54. ↑  Bureau of the Mint，第80頁.
55. ↑  Burdette，第19頁.
56. 1 2  Burdette，第20頁.
57. ↑  Moran，第264頁.
58. ↑  Moran，第270頁.
59. ↑  Moran，第285頁.
60. ↑  Vinciguerra 2009.
61. ↑  Burdette，第25–26頁.
62. ↑  Yeoman，第119–120頁.
63. ↑  Snow，第vi, 1頁.
64. 1 2  Yeoman，第116–119頁.
65. ↑  Breen，第220頁.
66. ↑  Yeoman，第118頁.